# Śródmieście (Elbląg)
Śródmieście – jedna z centralnych dzielnic Elbląga. 
Jest podzielona na trzy części:
- Nowe Miasto
- Centrum
- Centrum-Wschód